# 臺灣電視劇
| \| 本條目屬於 臺灣系列 \| |
| 前往臺灣主題頁 |
| 臺灣概況 - 經濟 • 政治 • 法律 • 人權 • 能源 • 交通 行政區劃 • 城市 • 政府 • 政黨 • 選舉 • 總統 • 外交 軍事 • 族群 • 人口 • 公民 • 原住民族 • LGBT權益 臺海現狀 • 臺灣問題 |
| 臺灣文化 （總覽） - 文學 • 料理 • 茶藝 • 小吃 • 夜市 • 郵票 建築 • 語言 • 宗教 • 葬禮 • 古蹟 • 遺址 • 國寶 民俗文物 • 節日 • 教育 • 體育 • 媒體 • 眷村 文化活動 • 觀光 • 購物中心 • 百貨公司 世界遺產潛力點 • 歷史建築百景 • 流行文化                                                    |
| 臺灣藝術 （總覽） - 音樂 • 漫畫 • 動畫 • 電影 • 攝影 • 舞蹈 戲劇 • 臺劇 |
| 臺灣地理 （總覽） - 天文 • 氣候 • 地質 • 地震 • 斷層 • 火山 • 生態 濕地 • 山峰 • 山脈 • 湖泊 • 水庫 • 河流 • 溫泉 島嶼 • 海岸 • 特殊生物 • 保育生物 • 生態環境 自然保護區 • 國家公園 • 森林遊樂區 縣市級風景特定區 • 直轄市級風景特定區 國家級風景特定區                                 |
| 臺灣歷史 （詳細） - 史前時期(-1624)↓理蕃政策(1933) 原住民聯盟與政權↓奧蘭治城包圍戰(1662)↓澎湖海戰(1683)↓馬關條約(1895)↓日本投降(1945) 荷屬福爾摩沙/西屬艾爾摩莎 鄭氏政權清治時期 日治時期 戰後時期 │1624│1649│1674│1699│1724│1749│1774│1799│1824│1849│1874│1899│1924│1949│1974│1999│2024 |
| 閱 • 論 • 编 |
| 本條目屬於 臺灣系列 |

臺灣電視劇（簡称臺劇）是指臺灣的電視臺製作的電視劇。

## 發展歷程
臺灣電視劇自1960年代開始，歷經60余年的發展，在政治、經濟、文化、意識形態等因素的变遷中，主要歷經如下幾個時期的發展演变過程：

### 草創期：政治宣傳需求下的電視劇（1960－70年代）
1960年5月20日，中华民国首次試播了蒋介石继任總統的大典实況現場轉播，這是臺灣首次展示電視傳媒的效应，亦標誌着臺灣電視發展的起点。臺灣第一齣電視劇是臺灣電視公司（簡称台視）在1962年10月開播後所播出的臺語单元電視劇《重回懷抱》。当時這出戲在市场的播出情形良好，不但奠定了電視台在午間時段固定演出臺語電視劇的基礎，也使得台視陸续增加由民間故事或歌謠改編成的臺語古装劇，如《吳鳳》、《周成過台灣》等。在国語電視劇方面，单元劇《浮生若夢》為臺灣第一次正式播映的華語電視劇，緊接着此劇之後，台視又推出了数齣单元劇，此時臺灣電視劇尚无所謂的「連续剧」類型。此劇播出後引起了影劇界人士的廣泛关注。不過，臺灣电視处於起步阶段，肩負政宣任务的重任，因此節目多傾注於新聞及宣教節目，軟性的電視劇不僅少，其是編劇或制播方面，都因經驗不足而水平不高。
1969年臺灣第二家商業電視台中国電視公司（簡称中視）開播，並推出第一部国語連續劇《晶晶》，在每週一至週六每天播出15分鐘。由於此劇劇情連貫、人物連續、故事感人，播出後受到熱烈反響，於是应觀众要求，節目長度由原先15分鐘延長至20分鐘，之後又延長為30分鐘，一共播出102集。自此之後，「連续剧」便成為臺灣主要的電視劇形態，成為電視台的重要商業命脈。1970年，中視推出中華民國第一部臺語連續劇《玉蘭花》，何基明導演，共播出70集。
中視与台視兩家電視台的豐碩經营，对早先以教育為主的教育電視廣播電台造成很大的衝擊，該台於是在1971年改組成立中華電視公司（簡称華視），每日播出8小時節目，除上午則維持播放教育節目外，其余時間維持商業經营。這段時期臺灣擁有電視機的家庭数量持續增加，彩色電視機以数倍增長，使得高收視率的連續劇跟着大幅增多，1974年華視播出《包青天》（350集）、《保鑣》（256集）等劇，不僅節目数長達兩百多集，收視率更是高達40%~50%，開創了連續劇播放時間最長的輝煌紀錄，也带領臺灣連續劇進入了黄金時期。
臺灣連續劇市場随着華視的開播，呈現出三足鼎立的競争態勢，這個競争促進了電視劇製作水平的全面提升，不過，当時臺灣仍处在“戒嚴”的政治大環境，節目内容均需經過管理单位先審核才能播出，電視劇重視社教功能而輕娛樂功能。另一方面，由於当時的產業背景，三家電視台分別為台視由臺灣省政府主導，中視主要為国民党資金服務，而華視的建立与中華民國国防部及教育部的需求有關，在權威意識形態下，臺灣的电視台也与中国的电視台一樣需要肩負政治宣導工作，扮演政治教化功能，複製官方意識形態。在加上当時兩岸对立的局勢，更造就了臺灣電視劇一种特殊的現象：灌输推导“反共復國”的政治理念。其間，包括《晶晶》、《心橋》、《春雷》等在內的電視連續劇製作都帶有濃厚的政宣意味。三台更以联手合作製作联播方式，製播了《寒流》、《風雨生信心》、《河山春曉》等一系列的電視連續劇。其中67集的《寒流》更是由臺灣“国防部總政治作戰部”親自策劃監製。在此過程之中，“電視劇在两岸政治抗衡的角色，成為一種净化人心的工具”，也成為当時連續劇一種特殊的現象。

### “武侠”与“言情”迭起的商業里程（1980年代）
1980年代的臺灣電視劇的類型除了原先既有的古装劇之外，同時也發展出臺灣武侠劇的黄金期。1982年中視播出的《楚留香》，此部戲劇挟着第一部港劇「新鲜感」的優勢，締造46%驚人的高收視率，当時只要開播時間一到，臺灣一時万人空巷全守在電視機前，而陸續引進的香港武侠劇《射雕英雄傳》、《碧血劍》、《雪山飛狐》都有好評，收視榜上節節攀升，接二連三地創下收視奇跡，对於同時段的電視節目倍感压力外，也引发臺灣电視演员对港劇的抗議，限制港剧的播出时間。
这些武侠劇几乎全改編自两大武侠小說作家金庸与古龍的作品，打斗場面精彩又不失侠骨柔情，其中并将中華武術、仁義道德等精神貫穿於内，捕獲許多觀众的喜好。為了应对外来戲劇的競争和适应形勢，臺灣电視劇在編劇選材和拍攝包装等各方面开始積極求变，并嘗試拍攝武侠劇。从1983至1986年3年間，是武侠劇在臺灣最为風行的年代，其中有几档戲所引起的影響，連当时風靡臺灣的港剧也都有所不及。 
1980年代中期以後，臺灣電視劇出現極大地反轉，言情劇成为臺灣視壇上另一股潮流，尤其是改編自瓊瑶小说。瓊瑶自1986年首出电視連續劇《牵情》播出後，如同她的小說一樣一鳴驚人，接連推出了《幾度夕陽紅》（1986年）、《煙雨濛濛》（1986年）、《庭院深深》（1987年）、《在水一方》（1988年）、《海鷗飛处彩雲飛》（1989年）、《六個夢系列》（1990年）等一系列的言情劇，部部收視率超過50%，《庭院深深》一劇更曾突破60%的收視大関。瓊瑶的言情劇情多半描述才子佳人相恋過程中的種種波折，其中情節曲折、画面意境秀美，加上當時俊男美女演員担綱演出，配以瓊瑶式的隽永对白，特别博得婦女觀众的認可和感動。此外，中視製播的古装連续剧《一代女皇》（1985年）創下51.7%的高收視率。
1980年代可以說是臺灣電視產業走向資本社会的一個轉折点。因受到1970年代臺灣十大建設的刺激，經濟快速起飛，臺灣社会呈現出信息化、多元化、都市化的发展趨勢。电視台為順应社会大众消費文化与商業經营的要求下，逐步向寬容、自由与多元轉变，強調大众、通俗与娛樂，契合觀众口味的電視劇的創作自然孕育而生。 
1986年臺灣解除幾近四十年的戒嚴，为海峡兩岸恢復互動交流奠定了基礎，兩岸經貿文化交流日益密切，電視戲劇節目交流亦随之展開。1989年，臺灣新聞局頒布《現階段大眾傳播事業赴大陸地區採訪、拍片、製作節目報備作業規定》，為臺灣電視劇的製作人員到中國取景拍攝創造了条件；一些中國演員也参与到臺灣電視劇的製作中。是年，陳冲担任臺灣連續劇《随風而逝》女主角的演出，是標誌着兩岸電視劇交流的全面展开的里程碑。

### 開放競争下的乡土劇風潮（1990年代）
1990年代是臺灣電視產業結構重要轉型階段，電視產業由三台封閉寡占轉变為開放競争的型態。1993年“有線電視法”的公布实施，原先非法利用電纜傳輸内容的“第四台”随即合法化，在各種專業頻道、綜合型頻道開始大量增加，在逐漸瓜分原有傳統三台的市場的情況下，各家电視台对電視節目需求遽增，節目回歸到消費者需求，分众市場取向逐步打開，許多有別於過去傳統的境外電視劇，如大陸劇、日劇、韓劇等開始被陸續引進，并開始与臺灣本地的各類電視劇展开激烈的市場競争，所掀起激烈的收視率之争，使臺灣电視進入了戰国時代。
正因为处在这種外来劇与本地電視劇的競争局面下，臺灣电視剧出現了「本土化」的趨勢，許多呼应此種本土化氛圍的乡土劇順应而起。1990年華視推出的八点档連續劇《愛》，即為臺灣首部剖析省籍情節，並以国語、臺語夹杂的方式，融合本省、外省族群題材而成的乡土劇，不僅正式開啟国内乡土劇的潮流，更使得「乡土劇」成為臺灣近十年来最重要的電視劇類型之一。
1993年，《廣播電視法》取消对方言的限制後，以臺語对白的乡土劇更得 以大量湧現，如中視的《牵手出頭天》、華視的《兄弟有缘》、台視的《臺灣水滸傳》等。1997年，民間全民電視公司（簡称民視）的開播对於臺灣電視市場的激烈競争更起到了推波助瀾的作用。民視創立之後，在乡土劇創作方面更是煞費苦心，1998年，由白冰冰主演的《春天後母心》贏得八点档收視率的冠軍宝座。在臺灣，乡土劇的盛行与臺灣社会的脉動有着密切相関。随着時代轉变它的的劇型与題材而有不同，早年的乡土劇大多採用国語、臺語混合，主要是以純樸写实的手法拍攝成電視劇，使得這類戲劇大多富有濃厚乡土味，并強調家庭倫理与愛国情操。然而，就在民視、三立电視台（簡称三立）相继开播後，原先的乡土劇被带到更為本土的境界，純然的臺語發音，使得更加臺灣化的乡土剧能有别於外来戲劇如韓劇、日劇与港劇，成為抵制外来劇最強的声音。在題材方面，除了包容過去的乡土情節之外，現代都会生活形態，将許多社会議題等素材纳入内容当中，並採用年輕演員来詮釋，使臺灣乡土劇展現不同以往的新興面貌，其收視族群也从早期局限於老人与家庭主婦為主的觀众，逐步擴大到上班族以及学生等年輕族群。
从兩岸開放三通以来，兩岸戲劇節目合作的往来日漸頻繁，電視劇相互銷售播映版權也成常態。1990年至1995年間，臺灣共向中國輸出電視劇83部，合作電視劇方面，以瓊瑶作品為最多，其中暢銷兩岸的《還珠格格》就是兩岸電視劇製作業通力合作的結晶。這種以兩岸或者是兩岸三地演員為組合的演出，也成為当今電視劇中的一大噱頭及收視保障。

### 商業化時代的偶像劇（2000年代）
隨著政策和頻道開放，2001年底臺灣已經有37家有線電視台，2008年臺灣資訊工業策進會調查，臺灣有線電視普及率高達81%，遠高於美國与加拿大的67%，德國的56%，香港的29%，為亞洲最高。臺灣在不斷受到外来電視文化產品的衝擊，如“日風”、“韓流”，使得消費者对傳統的電視劇類型失去興趣，另外，年輕的收視族群的成長和他們的強大消費能力，受到電視台的重視，於是臺灣的電視劇界開始模仿和學習製國外的偶像劇。2001年，以日本漫畫《花樣男子》为藍本的偶像劇《流星花園》創下最高平均收視率6.43％，該劇同時捧紅F4、徐熙媛（大S）等一批明星，風靡全亞洲戲劇市場，台視則製播完全以本土劇本為主的 《吐司男之吻》同樣獲得好評，三立則以唯美浪漫的《薰衣草》同樣獲得高收視的認同，偶像劇在臺灣此時成為主要劇種，並如雨後春筍般爭相而出。從2002年起每年出產10部左右，2003年《名揚四海》更以「臺灣趨勢劇」自居，希望以樸實自然的故事與演出，力求貼近臺灣社會中小人物真實生活的樣貌。到2004年以後，臺灣每年均有20部左右的偶像劇產出。而臺灣偶像劇的盛行，也帶動了一波臺灣流行音樂、流行文化的風潮，更為電視台和演藝經紀公司賺進大筆收入。因此，臺灣多家電視台爭相模仿，先後投入偶像劇的拍攝工作，偶像劇一時間幾乎占據各家電視台的主要時段，與本土劇為目前臺灣電視劇分庭抗類型。
自《流星花園》創下6.43%的最高平均收視率後，2005年《王子变青蛙》又以6.99%的最高平均收視率刷新偶像劇收視紀錄。2008年《命中注定我愛你》再以10.91%的最高平均收視率刷新並創下偶像劇的最高收視紀錄，打敗長據收視率冠軍的本土劇，同時也在當年金鐘獎上奪得“戲劇節目獎”，贏得了市場与評審的雙重認同。
臺灣偶像劇的成功之道，歸納起来有五項特色：一、演員以年輕的俊男美女為主；二、劇情走向現代青春、都会与愛情路線；三、画面讲求唯美，製造浪漫氛圍；四、影片風格夢幻化；五、大多改編自成名漫画。另外，臺灣偶像劇边拍边播的權宜之策，将欲行銷之商品适時安排在劇情当中，延伸了外圍商品效益。在收視人口的年輕化与都会化下，臺灣偶像劇具有時代所具備的大众化、通俗化、以及商業化的特色，而其流行、新鮮的元素更契合了現代社会的視覺需求。 
除了本土劇与偶像劇外，「文学劇」亦为臺灣電視劇当中常見的一种喜劇類型。最早開啟臺灣電視改編小說先河的電視劇為1970年由台視改編自徐吁的小說《風蕭蕭》，此劇推出後收視率相当不错，使得台視進而又推出瓊瑶的《星河》与王藍的《藍与黑》，正式将文學劇带入臺灣電視劇市場。
真正使文学大戲成為臺灣电視熱潮的為臺灣公共廣播電視集團（簡称公視）。公視是一个非民营、非国营的公营电視台，鑒於商業電視台為收視率而製作節目不擇手段，政府当局、企業贊助与民間共同捐款，於1998年成立的致力於文化、教育性節目，並関注弱勢族群的一个公众媒体。文学劇在公視經营下系統地被規劃出来，公視的「文学劇場」系列，便以改編自著名文学作品为主，慢慢形成臺灣电視一股文学大戲的浪潮。2000年公視推出由兩岸合作的年度大戲《人間四月天》，播出後佳評如潮，将文学大戲的浪潮推到高峰，引發文化界对有関徐志摩話題的探討熱，同時也带動了新一波文学劇的熱潮。2009年推出的公視電視劇《痞子英雄》，以時事為背景的警匪片偶像劇，在公視創下非常好的收視，因拍攝地點位於高雄市，因此帶動了高雄市的觀光熱潮，當年又碰上2009年世界運動會於高雄舉辦，戲劇因此成功行銷高雄的城市之美。
其後，2001年公視根據琦君半自傳小說改編的《橘子紅了》、白先勇的《孽子》，成為新一波文学大戲的成熟代表作。這些「文学劇」不但奠定了公視良好的節目收視率基礎，同時也成為公視的招牌節目，不僅打響市場口碑，也為公視拿下不少“金鐘奖”。
在這期間，臺灣電視劇丰富多元勝過以往，其中包含多部中國大陸電視劇与韓劇。在韓劇不断侵襲亞洲各国電視市場之際，臺灣也無幸免。臺灣“電視劇節目觀众評價”的調查顯示，2004至2005年臺灣地区晚8点至10点时間段，收視率最高、觀众最喜愛的前5个電視劇節目中，有3部是韓劇，而且播出總量均占各類戲劇節目類型之冠。相比之下，曾經備受臺灣觀众推崇的日劇则在近年大受冷落。
偶像劇的最後一個高峰，約落在2008至2010年之間。這三年間接連有《命中注定我愛你》、《敗犬女王》、《下一站幸福》、《小資女孩向前衝》、《犀利人妻》等平均收視率破7的高收視且口碑亦正面的偶像劇。2008年的《命中注定我愛你》，及往後的《敗犬女王》、《小資女孩向前衝》，可看出其企圖進攻都會上班族女性市場的決心。然而角色設定雖然較具現實感，整體敘事結構仍難跳脫愛情童話框架。產業的困窘，連帶使得戲劇題材趨向保守，更讓偶像劇顯得疲態。

### 歷經低迷後積極轉型的復甦期（2010年代至今）
2010年以軍教題材為背景的軍教劇《新兵日記》以11.74%的最高平均收視率奪下當年本土劇收視寶座，隨後2011年的《我可能不會愛你》則被視為偶像劇最後的收視高峰。隨著韓劇跟陸劇的引進，新鮮的題材、高質感的製作，而台灣戲劇逐漸開始沒落。2010年初期至中期，台湾偶像剧因为主題模式、剧情安排、人物类型越来越不能满足观众需求。受中国大陆日渐崛起的电视剧势力影响，台湾剧集的卖方市场渐渐没落，大批资深电视工作者、演员远赴大陆淘金，台湾本土市场漸漸萎缩，入不敷出。曾经盛极一时的偶像剧与操着台语方言的乡土剧則於此時開始走下坡路。
2010代中期年台灣類型戲劇崛起，中視數位台仿造美劇《CSI：犯罪現場》，推出《鑑識英雄》，玩起推理懸疑的戲碼。從客家電視台推出極為少見以禮儀師為主題的《出境事務所》、公視推出的《麻醉風暴》講述麻醉師與醫療糾紛，到歷史題材《一把青》，「類型劇」、「職業劇」可說是帶來台劇的新風潮。
2010年代末期起，台灣電視劇興起一股復甦潮流，從2019年改編自台灣社會議題的《我們與惡的距離》播出後高收視率，引起廣泛社會大眾的討論，體現出戲劇反思社會的功用。另外2020年結合穿越、浪漫愛情、懸疑推理等多重元素的《想見你》，錯綜複雜的劇情與精彩的戲劇架構得到高分評價，該劇也在東亞興起風潮。劇集首播播畢後，相繼在韓國、香港、日本等地播出，熱度及話題討論度仍持續不斷；由此可見台劇有著一定的製作水準並且得以走入國際，漸漸呈現復甦的趨勢。
鑒於網路媒體串流平台時代來臨，近年來台劇更轉型嘗試多方與國際串流平台合作；不管是HBO、Netflix、FOX與LINE TV，在台灣已經合作出產了不少優質電視劇，如《罪夢者》、《誰是被害者》、《華燈初上 (電視劇)》等，跨國平台合作激發出台劇更多的潛能。台灣秉持著純熟的影視工藝與深厚的文化底蘊，力求創新和與時俱進，逐步為沈寂許久的台劇注入活水，形塑成獨樹一幟的影劇風格，慢慢步入正軌。

## 主題曲与片尾曲
早期的電視劇只有片頭，並沒有片尾，因此只有主題曲，而沒有片尾曲，每集電視劇播完後就直接結束。1980年代中期，電視台才開始為電視劇加上片尾，也從那時起才開始有片尾曲。早期台視、中視和華視等俗稱為「老三台」，1990年代中期之前老三台的大部分戲劇（尤其是八點檔國語連續劇）都有「量身訂做」的主題曲與片尾曲，用來讓觀眾了解劇情大綱。這些主題曲與片尾曲，與戲劇本身有著相輔相成的效果，不僅讓觀眾留下深刻的印象，日後也都成為知名的老歌。1990年代中期之後，臺灣各家電視台播映戲劇的主題曲與片尾曲都改為由唱片業者提供旗下歌手的當時最新主打歌來充數，結果是經常出現「歌曲內容與戲劇內容完全無關」的情形，也造成歌曲與戲劇都不容易讓觀眾留下深刻的印象；一個劇目下檔，就沒有人記得該劇的主題曲與片尾曲。

## 播出時段
依目前情況，如果可能會隨時間變更。以下是粗略的介紹：
| 播出時段 | 星期一                          | 星期二                          | 星期三                          | 星期四                          | 星期五                          | 星期六                     | 星期日            |
| -------- | ------------------------------- | ------------------------------- | ------------------------------- | ------------------------------- | ------------------------------- | -------------------------- | ----------------- |
| 中午     | 午間檔                          | 午間檔                          | 午間檔                          | 午間檔                          | 午間檔                          |                            |                   |
| 晚上     | 七點檔 八點檔 九點檔 週五十點劇 | 七點檔 八點檔 九點檔 週五十點劇 | 七點檔 八點檔 九點檔 週五十點劇 | 七點檔 八點檔 九點檔 週五十點劇 | 七點檔 八點檔 九點檔 週五十點劇 | 週六九點檔 十點檔 十一點檔 | 週日八點檔 十點檔 |

- 中午時段，12:00~14:00/12:30~13:20的時段，以大愛電視台長情劇展，每集約30分鐘，大多為5~10集左右，偶而最多30~40集。
- 晚上時段，19:00~24:00的時段，每集約90分鐘，大多為13集內。七點檔以三立台灣台《鳥來伯與十三姨》及《戲說台灣》最為著名，每集約30分鐘。八點檔多為鄉土劇，早期雖然集數有100集以內，但也有集數多的劇種，例如三立及民視八點檔每集約120分鐘，為200集～300集，之後為300～530集，也偶然平日檔有中國劇或韓劇當作墊檔。週五十點檔、週六檔、週日檔為偶像劇劇種，每集約90分鐘，集數不多，有40集以內。
- 臺灣電視劇同期播出的影集繁多，例如台視及三立合播偶像劇與民視及八大合播偶像劇等。

## 主要戲劇種類

### 鄉土劇
又稱「臺語連續劇」，目前多由民視和三立台灣台所製播，並擁有相當固定的收視族群，其八點時段即使換檔，仍持續保有收視佳績，但由於劇情過於狗血、道具使用不當或是誇張不實的故事及表演，往往讓其品質及口碑出現負面評價。另由大愛電視，以真人真事改編，透過主角人生經歷，呈現臺灣歷史軌跡，以發揚社會光明面的連續劇，在臺灣也有相當的發展空間，並有穩定的收視觀眾群，早期知名鄉土劇一線演員包括：陳昭榮、葉全真、王識賢、張鳳書等，近年則是由以下幾位包括：黃文星、王瞳、傅子純、王振復、陳珮騏、蔡東威、吳婉君、蘇晏霈等人。

### 偶像劇
偶像劇在無線電視台與衛星頻道策略聯盟播出下，創造週末晚間偶像劇收視時段，如三立電視與台視聯盟播出的《王子變青蛙》、《命中注定我愛你》、《敗犬女王》、《下一站，幸福》、《小資女孩向前衝》等劇收視亮眼，其中《命中注定我愛你》更是創下目前臺灣偶像劇收視最高紀錄。八大電視台與各家電視台聯盟播出的《惡作劇之吻》、《愛殺17》、《公主小妹 (電視劇)》、《惡作劇2吻》、《海派甜心》、《我可能不會愛你》等都有不錯的收視表現。除了以往的週日晚間時段，週五晚間的偶像劇場，開始發揮收視效果，如三立電視與台視聯盟製播的《犀利人妻》等、如八大電視與台視聯盟製播的《妹妹》等，以及三立都會台的戲劇《我的自由年代》、《料理高校生》皆有亮眼收視，甚至《1989一念間》的收視更創下近期台灣偶像劇最高收視。近年來三立電視開出的平日八點時段成功創造高收視，如《真愛找麻煩》、《兩個爸爸》、《我的寶貝四千金》、《軍官·情人》等。TVBS的概念劇與各家無線台合作播出，開出全新週六晚間的偶像劇場，其中《16個夏天》創下同期偶像劇最高收視。公視電視劇《痞子英雄》以時事為背景的警匪片偶像劇，在公視創下非常好的收視，並帶動公視的電視劇發展。
三立電視與台視聯盟－周日偶像劇
- 《命中注定我愛你》（單集最高收視：10.91）
- 《下一站，幸福》（單集最高收視：8.23）
- 《敗犬女王》（單集最高收視：7.35）
- 《小資女孩向前衝》（單集最高收視：7.33）
- 《無敵珊寶妹》（單集最高收視：7.25）
- 《王子變青蛙》（單集最高收視：6.99）
- 《愛情魔髮師》（單集最高收視：5.44）
- 《醉後決定愛上你》（單集最高收視：5.03）
- 《偷心大聖PS男》（單集最高收視：4.96）
- 《微笑PASTA》（單集最高收視：4.89）
- 《放羊的星星》（單集最高收視：4.67）
- 《福氣又安康》（單集最高收視：4.54）
- 《螺絲小姐要出嫁》（單集最高收視：4.35）

八大電視－周日偶像劇
- 《我可能不會愛你》（單集最高收視：5.51）
- 《海派甜心》（單集最高收視：5.14）
- 《花樣少年少女》（單集最高收視：5.09）
- 《惡作劇之吻》（單集最高收視：4.92）
- 《惡作劇2吻》（單集最高收視：3.94）
- 《公主小妹》（單集最高收視：3.81）
- 《愛殺17》（單集最高收視：2.87）

中視－周日偶像劇
- 《轉角＊遇到愛》（單集最高收視：4.17）

三立電視與台視聯盟－周五偶像劇
- 《犀利人妻》（單集最高收視：9.45）

三立電視－華劇八點檔
- 《真愛找麻煩》（單周最高收視：4.16）
- 《兩個爸爸》（單周最高收視：3.74）
- 《我的寶貝四千金》（單周最高收視：2.90）
- 《軍官·情人》（單周最高收視：2.44）

公視電視劇
- 《我的婆婆怎麼那麼可愛》（單周最高收視：5.55）
- 《痞子英雄》（單集最高收視：4.03）

八大電視台與台視聯盟－周五偶像劇
- 《妹妹》（單集最高收視：1.30）

三立都會台－周五偶像劇
- 《1989一念間》（單集最高收視：3.03）
- 《我的自由年代》（單集最高收視：2.67）
- 《料理高校生》（單集最高收視：2.27）

TVBS概念劇與公視
- 《16個夏天》（單集最高收視：2.30）

### 軍教劇
《新兵日記》（單集最高收視：11.74）
《女兵日記》

### 兩岸合拍劇
自從中国廣電總局2008年開放與臺灣的合拍劇，可在中國頻道黃金時段播出後，近幾年兩岸合拍劇大幅增加，其收視表現有好有壞，但進一步觀察可以發現，無論是在題材、劇情、演員等各方面，臺灣主創人員及主要演員占有極高比例（99.9%以上），在臺灣收視表現也較佳。截至2010年止，兩岸合拍劇在臺收視率前十名者如下：
1. 命中注定我愛你（中國播出時名為「爱上琉璃苣女孩」）
2. 轉角＊遇到愛
3. 就想賴著妳（中國播出時名為「就想爱着你」）
4. 深情密碼
5. 美樂。加油（中國播出時名為「爱上查美乐」）
6. 我的億萬麵包（中國播出時名為「我的爱情面包」）
7. 又見阿郎
8. 泡沫之夏
9. 美味關係（中國播出時名為「美味的童话」）
10. 牽牛花開的日子（中國播出時名為「记得我爱你」）